# Macroglossum divergens
Macroglossum divergens is een vlinder uit de familie van de pijlstaarten (Sphingidae). De wetenschappelijke naam van de soort is voor het eerst geldig gepubliceerd in 1856 door Francis Walker.